# Ислам в Кыргызстане

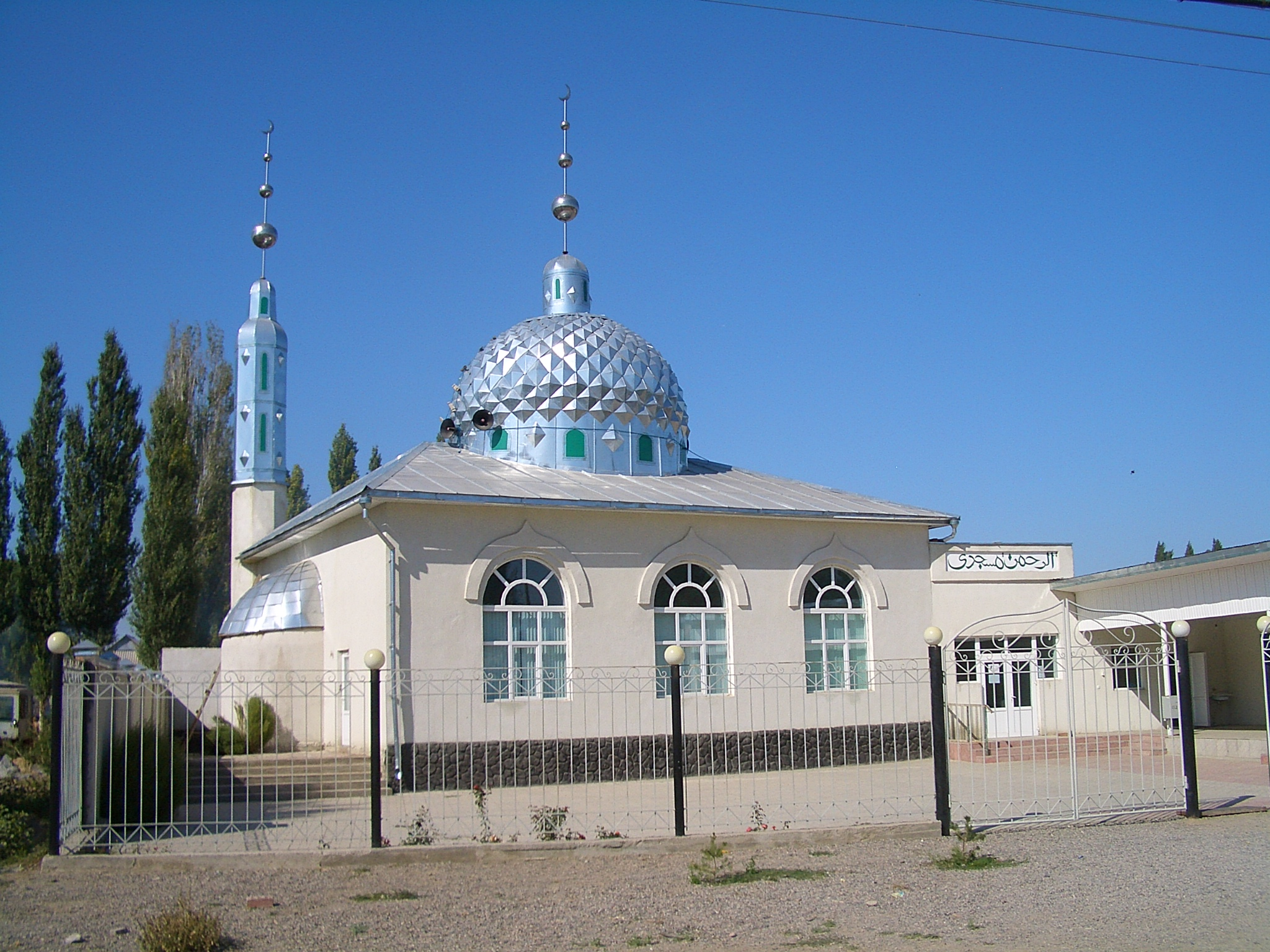
Новая мечеть в Милянфане, Чуйская область

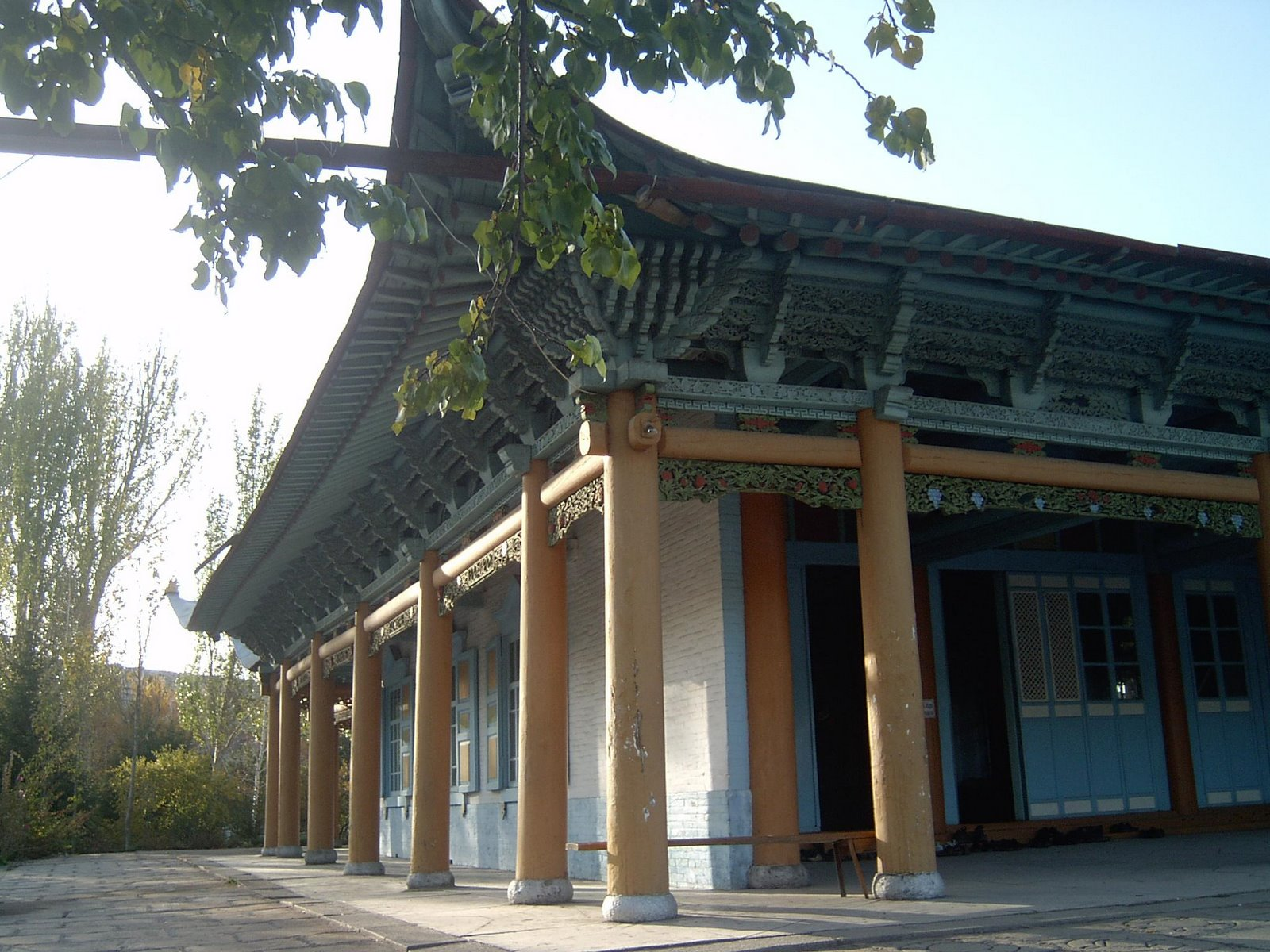
Дунганская мечеть в Караколе.

Ислам в Кыргызстане — самая распространённая религия среди верующего населения Кыргызской Республики. Преобладающее направление — суннизм ханафитского мазхаба. В Кыргызстане этнодемографические процессы второй половины XX века привели к росту роли и значения ислама в жизни населения республики. Если в 1960 году ислам исповедовало менее половины населения республики, то в связи с относительно высоким естественным приростом в среде азиатских народностей и эмиграцией жителей Кыргызстана европейского происхождения в настоящее время доля мусульман приближается к 90 %.
Ислам традиционно исповедуют местные кыргызы, узбеки, казахи, татары и прочие.

## История распространения

### Царский период
В XIX веке значительную роль в образовании киргизов играли так называемые «странствующие муллы», у которых по официальным данным в 1883 году в Семиреченской области обучались 3299 мальчиков и 579 девочек (в основном киргизов).

### Советский период
В советский период позиции ислама сильно ослабли и в 1991 году в республике было менее 40 мечетей.

### Независимый период
В настоящее время основная масса киргизского населения (свыше 80 %) считают себя мусульманами и соблюдает в той или иной мере хотя бы часть обрядов. Например обряд обрезания (суннет) совершают все киргизы, по мусульманским обрядам хоронятся почти все киргизы. В середине 1990-х годов в Кыргызстане действовало около 1000 мечетей, в 2011 — около 2000, включая молельные дома.
В Госкомиссии по делам религий Кыргызстана официально зарегистрировано более 1700 мечетей, 9 исламских вузов, образование в которых финансируют в основном иностранные мусульманские государства (Турция, Саудовская Аравия и т. д.). В стране действует порядка 60 медресе и почти столько же исламских центров, общественных фондов и разного рода объединений. В результате высокого естественного прироста количество верующих мусульман сейчас возросло повсеместно в республике. Особенно это касается регионов где мусульман до недавнего времени было совсем немного (Бишкек, Чуйская область). В деревнях, а также на улицах провинциальных городов все чаще можно видеть женщин в традиционной мусульманской одежде.
Также ряд жителей Кыргызстана обучается в мусульманских учреждениях за рубежом: в 2009—2010 годах в Турции учились 209 человек, в Египте — 300, в Пакистане — 90. Также подготовка теологов по государственным стандартам ведется в Ошском государственном университете (с 1993 года), в Кыргызском государственном университете (с 2008 года), в Кыргызском техническом университете (с 2011 года).

### Количество мечетей
| Количество мечетей | Количество мечетей | Количество мечетей | Количество мечетей | Количество мечетей | Количество мечетей | Количество мечетей |
| ------------------ | ------------------ | ------------------ | ------------------ | ------------------ | ------------------ | ------------------ |
| 1991               | 2009               | 2010               | 2011               | 2012               | 2018               | 2023               |
| 39                 | 1973               | 2143               | 2181               | 2200               | 2647               | 2669               |

## Конфликты
Исламское духовенство Кыргызстана реагирует на политические волнения в стране. Революция в Кыргызстане 2010 года привела к отставке сначала руководителя Духовного управления мусульман республики Мураталы Жуманова, а затем его преемника Абдышукура Нарматова. Сменивший А. Нарматова С. Кулиев был свергнут силовым путём: 6 июня 2010 года в здание Духовного управления мусульман Кыргызстана вошли 15 человек, которые потребовали перед собранием казыев от муфтия уйти в отставку. Затем С. Кулиева увезли и не отпускали пока он не написал заявление об отставке с поста исполняющего обязанности муфтия. В результате, впервые на альтернативной основе был избран муфтием Чубак Жалилов.